# 58095 Oranienstein
58095 Oranienstein è un asteroide della fascia principale. Scoperto nel 1973, presenta un'orbita caratterizzata da un semiasse maggiore pari a 4,0089698 UA e da un'eccentricità di 0,1188510, inclinata di 2,39093° rispetto all'eclittica.